# Джанет Вінтерсон
Джанет Вінтерсон (англ. Jeanette Winterson; нар. 27 серпня 1959, Манчестер) — англійська письменниця (роман, оповідання, фантастика, твори для дітей), сценаристка, журналістка, кінопродюсерка та феміністка.

## Життєпис
Народилася у Манчестері, була удочерена сім'єю п'ятидесятників, які жили в Акрінгтоні, Ланкашир. Прийомні батьки сподівалися, що Джанет стане християнською місіонеркою, тому підліткою вона ходила по домівках із проповідями. У 16 років Джанет повідомила батькам, що є лесбійкою, і пішла з дому. Під час підготовки до випускних іспитів за курс середньої школи працювала вечорами та у вихідні дні, щоб заробити на прожиття. А щоб мати змогу оплатити навчання, впродовж року перед вступом до університету працювала в психіатричній лікарні. В Оксфордському університеті (у коледжі Св. [Архівовано 13 грудня 2016 у Wayback Machine.] Катерини [Архівовано 13 грудня 2016 у Wayback Machine.]) Джанет вивчала англійську мову і літературу.
Партнеркою Джанет Вінтерсон протягом 12 років, до 2000 року, була Пеггі Рейнольдс (англ. Peggy Reynolds), науковиця і радіоведуча Бі-бі-сі.
З 2015 року в шлюбі зі Сьюзі Орбах.

## Творчість
Після переїзду до Лондона, у віці 26 років опублікувала першу автобіографічну повість «Крім апельсинів, є й інші фрукти» («Oranges Are Not the Only Fruit»), нагороджену Премією Вайтбреда за найкращу першу книгу в 1985 році. Телепостановка за сценарієм Вінтерсон отримала премію британського телебачення (БАФТА) за кращу телепостановку в жанрі драми.
Перша повість Джанет Вінтерсон написана в жанрі реалізму, а її подальші твори належать до жанру магічного реалізму і досліджують межі фізичного та реального світу, а також сексуальну ідентичність.
Книги Вінтерсон нагороджені кількома літературними преміями, зокрема, орденом Британської Імперії за заслуги в літературній діяльності (2006).